# Hoffmann Rózsa
Hoffmann Rózsa (született Bajnai) (Balatonfüred, 1948. január 22. –) pedagógus, egyetemi docens, oktatáspolitikus. 2010 júniusától 2013 februárjáig az Emberi Erőforrások Minisztériumának oktatásért felelős államtitkára volt, ezután a köznevelésért felelős államtitkári pozíciót töltötte be 2014-ig.

## Élete

### Tanulmányai
1966-ban érettségizett a budapesti Kossuth Zsuzsa Gimnáziumban. 1971-ben francia–orosz szakos középiskolai tanárként végzett az ELTE Bölcsészettudományi Karán. 1985-ben szerezte meg a doktori fokozatot.

### Pedagógusi pályafutása
Pályáját 1972-ben a Művelődési Minisztérium Nemzeti Kapcsolatok Főosztályán és az Egyetemi Főosztályon kezdte, előbb mint előadó, később mint főelőadó. A budapesti Kaffka Margit Gimnáziumban francia- és orosztanárként dolgozott, majd igazgatóhelyettesi állást töltött be. Ezután a Kilián György Gimnázium igazgatójává nevezték ki, 1986-ban. (Iskoláját később, de még a rendszerváltozás előtt, Németh László Gimnáziumra nevezték át.)
1995-ben a Pázmány Péter Katolikus Egyetem Bölcsészettudományi Kar Tanárképző Intézetének intézetvezető egyetemi docense lett. 2003 ősze óta a Mester és Tanítvány című pedagógiai folyóirat főszerkesztője.

### Tudományos munkássága
Első fordításai az 1980-as évek elején a Szovjet Irodalom című szakfolyóirat hasábjain jelentek meg, ezáltal a magyar olvasók számára is elérhetővé vált pl. Jurij Guszev írása a "A szocialista forradalom korának irodalma" tárgyában. Később az akkoriban (1991) liberális Magyar Hírlapban már saját gondolatait közli "Piacgazdaságot a tanárképzésben" címmel. Az 1990-es évek elején oktatáspolitikai témákban az Élet és Irodalomban publikál. A 2000-es években a saját maga által alapított és szerkesztett Mester és Tanítvány konzervatív pedagógiai folyóiratban jelennek meg írásai, melyek többek közt az „erkölcsi nevelés értékelméleti és pedagógiai dimenziói” témakörbe nyújtanak bepillantást.

### Közéleti pályafutása

#### Társasági tagságai
1992 óta a Németh László Társaság elnökségi tagja. 1993 és 2002 között a Nemzeti Tankönyvkiadó felügyelőbizottsági elnöke volt. 1993 és 2006 között az Országos Köznevelési Tanácsban, 2000 és 2006 között az Országos Érettségi Vizsgabizottságban tevékenykedett. 1994-től 1997-ig a Gimnáziumok Országos Szövetségének elnökségi tagja volt. 1999–2000-ben az Országos Közoktatási Értékelési és Vizsgaközpont igazgatójaként tevékenykedett. A Független Pedagógus Fórum elnöke, majd tiszteletbeli elnöke, a Magyar Tudományos Akadémia Pedagógusképző Albizottságának elnöke, a Magyar Rektori Konferencia Pedagógusképzési Albizottságának elnökségi tagja.

#### Politikai pályafutása
A rendszerváltás előtt a Magyar Szocialista Munkáspárt tagja volt, a pártból 1988-ban lépett ki. 2003 óta a Fidesz – Magyar Polgári Szövetség tagja, 2009-ben a Kulturális Tagozat elnöke lett. 2006-tól országgyűlési képviselő a KDNP-frakcióban. A 2010. évi országgyűlési választásokon a Fidesz–KDNP Győr-Moson-Sopron megyei területi listáján szerzett mandátumot.
2010. június 2-án kinevezték az Emberi Erőforrások Minisztériumának oktatásért felelős államtitkárává. Vezetése alatt (2010 augusztusától) kezdődött az állami szerepvállalás jelentős növelése az oktatás finanszírozásában, az önkormányzati iskolák egy részének állami kezelésbe vétele, valamint az új pedagógusi életpálya-modell kidolgozása. Kritikusan nyilatkozott a bolognai folyamatról, a magyar felsőoktatási rendszer bizonyos területeit osztatlan rendszerben kívánja tartani.
A felsőoktatási keretszámrendszer és a hallgatói szerződések terve miatt 2012 végén diáktüntetések kezdődtek. 2013. februárban Balog Zoltán miniszter a felsőoktatás irányítását kivonta Hoffmann hatásköréből, és új államtitkárt nevezett ki (Klinghammer Istvánt). Hoffmann a közoktatási államtitkárság vezetője maradt.
Új, országosan egységes tanfelügyeleti és ellenőrzési rendszer felállítását jelentette be, amely a tervek szerint 2013. szeptember elejétől lépett működésbe.

## Családja
Férjével két gyermeket neveltek fel. Férje, dr. Hoffmann Béla irodalomtörténész, a szombathelyi Berzsenyi Dániel Főiskola főiskolai tanára. Lánya, Horváth Kornélia ugyancsak irodalomtörténész, jelenleg a Pázmány Péter Katolikus Egyetemen tanít habilitált egyetemi docensi beosztásban.

## Művei
- Pedagógusetika – kódex és kommentár; szerk. Hoffmann Rózsa; Nemzeti Tankönyvkiadó Bp., 1996
- Hátrány, kudarc, leszakadás a közoktatásban. Az Országos Köznevelési Tanács az 1999. évről; szerk. Hoffmann Rózsa; Oktatási Minisztérium–Országos Köznevelési Tanács, Bp., 2000
- Köznevelésünk, 2002. Az Országos Köznevelési Tanács jelentése; szerk. Hoffmann Rózsa; Oktatási Minisztérium–Országos Köznevelési Tanács, Bp., 2003
- Szakmai etikai kódex pedagógusoknak. Tanulmányok, normák és esetleírások; szerk. Hoffmann Rózsa; Nemzeti Tankönyvkiadó Bp., 2003
- Vezetés – pedagógusszemmel; Nemzeti Tankönyvkiadó Bp., 2005
- Az iskolában kell kezdeni; KDNP Országgyűlési Képviselőcsoportja, Bp., 2007 (Kereszténység és közélet)
- Jövőnk a tét. Hoffmann Rózsával beszélget Csűrös Csilla; Kairosz, Bp., 2010 (Magyarnak lenni)
- Mérföldkő után. Mit, miért? A köznevelés megújítása, 2010–2014; Kairosz, Bp., 2014

## Díjai, kitüntetései
- Kiváló Pedagógus (1992)
- Apáczai Csere János-díj (1995)
- Budapestért díj (1996)
- Trefort Ágoston-díj (2001)
- Széchenyi-ösztöndíj (2001)
- francia Becsületrend, lovagi fokozat (2009)
- Teleki Pál-érdemérem (2018)
- A Magyar Érdemrend tisztikeresztje (2021)[8]

### Interjúk
- "Még kézzelfogható volt az ellenséges hangulat" – interjú Hoffmann Rózsával – a hírszerző.hu interjúja. 2010. november 22.
- Tamás István interjú Hoffmann Rózsával – http://www.kormany.hu/hu/emberi-eroforrasok-miniszteriuma/oktatasert-felelos-allamtitkarsag/hirek/putnoki-gimnazium-tiszteleg-volt-igazgatoja-elott%5B%5D

### Cikkek
- Hoffmann Rózsa titkos melléklete (2011. október 27.)